# Стефано Мария Леняни
Стефано Мария Леняни (на италиански: Stefano Maria Legnani, известен и като Ленянино (Legnanino), е италиански бароков художник, творил основно в Милано.
Роден е през 1660 г. Ученик е на баща си, художника Амброджио Леняни. Впоследствие продължава работа в ателиетата на Карло Синяни в Болоня и на Карло Марата в Рим.
Рисува купола на църквата „Сан Гауденцио“ в Новара. В Милано рисува стенописите с живота на Свети Яков в църквата „Сант Анджело“. Рисува стенописите и на катедралата в Монца, както и в църкви в Торино и Генуа.
Умира през 1715 г. в Болоня.